# 古砦仫佬族乡
古砦仫佬族乡是中华人民共和国广西壮族自治区柳州市柳城县下辖的一个民族乡。

## 行政区划
古砦仫佬族乡下辖以下村级行政区划单位：
龙美社区、岭头村、泗巷村、古砦村、大户村、龙美村、汶炉村、云峰村、龙袍村、十五坡村、独山村、上富村、罗垌村和大岩垌村。